# Парламент Аустрије
Аустријски парламент је дводомно савезно законодавно тело Републике Аустрије. Састоји се од два већа – Националног савета и Савезног већа. У одређеним случајевима, оба дома се састају као Савезна скупштина. Парламент се састаје у згради аустријског парламента у Бечу.

## Преглед
| Национални савет - 183 члана - бирани директно на општим изборима - мандат: 5 година | Савезно веће - променљиво чланство, тренутно 61 члан - бирани посредно преко покрајинских већа - променљиво чланство, мандат делегата варира од покрајине |
| Савезна скупштина (заједничка седница оба дома)                                      | |

Национални савет, или Доњи дом Парламента, се састоји од 183 члана који се бирају по пропорционалној заступљености на општим изборима. Законодавни период траје пет година, избори се одржавају раније ако Национални савет превремено крене у сопствено распуштање. Национални савет је доминантни (иако „доњи“) дом у аустријском парламенту, па се термини Парламент и Национални савет обично користе као синоними.
Савезно веће, или Горњи дом Парламента, се бира посредно, преко покрајинских скупштина (Ландтаг) девет држава Савезне Републике, и одражава пропорционалну расподелу места. Савезне државе Аустрије су заступљене у Савезном већу отприлике у складу са величином њиховог становништва. Седишта се редистрибуирају међу државама након сваког пописа становништва. Садашње Савезно веће се састоји од 61 делегата. Што се тиче већине питања, Савезно веће има само право вета које се може одложити од стране Националног савета. Међутим, Савезно веће ужива апсолутна овлашћења вета на законе који имају за циљ да измене овлашћења било држава или самог Савезног већа.
Савезна скупштина је тело чија је функција углавном церемонијалне природе, а чине је посланици оба дома парламента. Савезна скупштина се ретко састаје, на пример, због инаугурације савезног председника. У изузетним околностима, Устав Аустрије даје Савезној скупштини значајне одговорности. Пример за то би била кључна улога Савезне скупштине у хипотетичком опозиву савезног председника.
Оба дома Парламента, као и Савезна скупштина, заседају у згради парламента која се налази у бечкој Рингштрасе. Од 2017. до 2020. састајали су се у згради Хофбурга због реконструкције зграде парламента.